# 源内峠
源内峠（げんないとうげ）は、滋賀県大津市に位置する峠である。

## 概要
大津市上田上芝原町と同市瀬田南大萱町を結ぶ峠であり、標高は170 m（メートル）。峠付近に製鉄所の遺構が発見されている。舗装がされていない峠で、現在では通行する人もほとんどいなくなったが、昭和初期までは地元の農業従事者が農作物や木材を担ぎながら通行したとされる。地元住民らで組織される「源内峠遺跡復元委員会」によって、倒木や雑草の除去、道標の設置が行われている。

## 源内峠遺跡

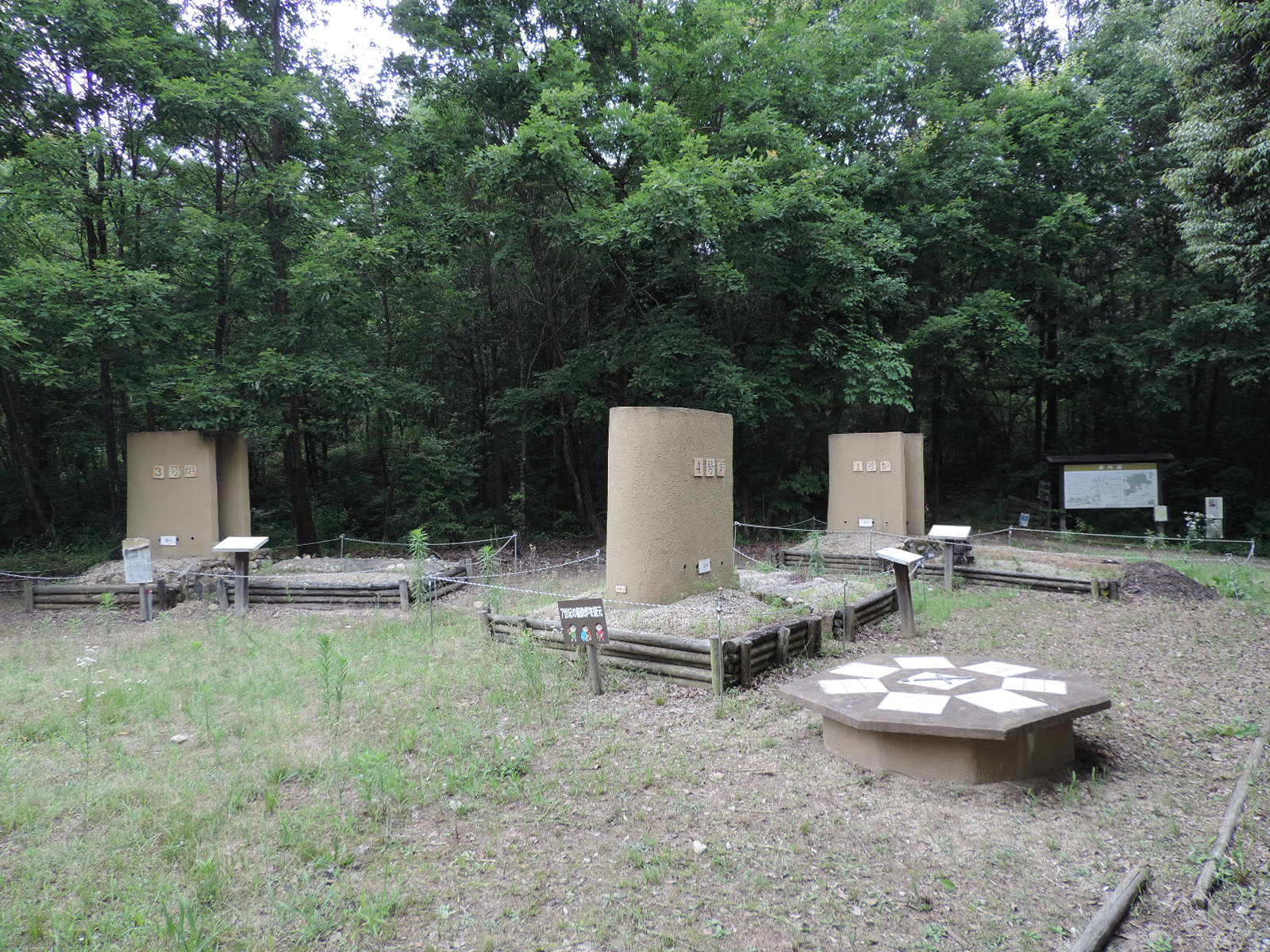
源内峠遺跡に復元された溶鉱炉

源内峠遺跡とは1977年（昭和52年）に発掘された白鳳期の製鉄炉の遺構である。この遺跡は地元の小学生が地表の鉄滓を見つけたことをきっかけに発掘された。4度の調査を経て、2001年（平成13年）に発掘調査報告書が取りまとめられている。また、2006年（平成18年）には瀬田丘陵生産遺産群として国史跡に登録された。
発掘調査では7世紀後半頃と推定される4基の製鉄炉が発見された。いずれも長さ2.5 m、幅30 cm（センチメートル）前後、高さは1 mあまり。25-50年間、継続的に稼働してきたのと推定される。当時の製鉄炉としては国内最大規模である。また、残っている鉄滓の量からも操業規模も大規模であったとみられる。このことから、この製鉄炉は宮都の造営を支えてきたと評価される。「源内峠遺跡復元委員会」によって2007年（平成19年）に復元されている。
なお、源内峠遺跡から北東に約2.5 km（キロメートル）にある立命館大学びわこ・くさつキャンパスには同じく製鉄所の遺構である木瓜原（ぼけはら）遺跡がある。

## 周辺
- 龍谷大学瀬田学舎
- びわこ文化公園